# Auskopierpapier

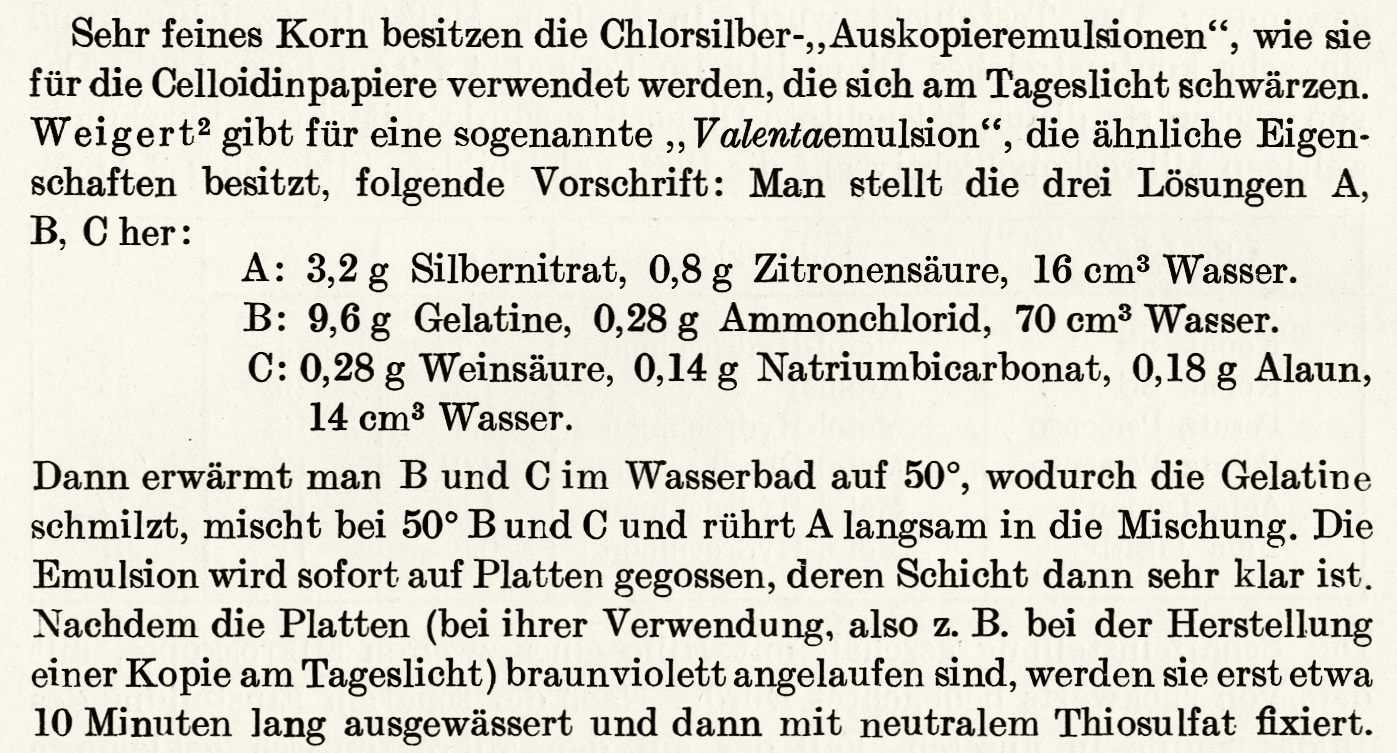
Emulsionsrezeptur zur Herstellung von Celloidinpapieren- und Platten (um 1920)

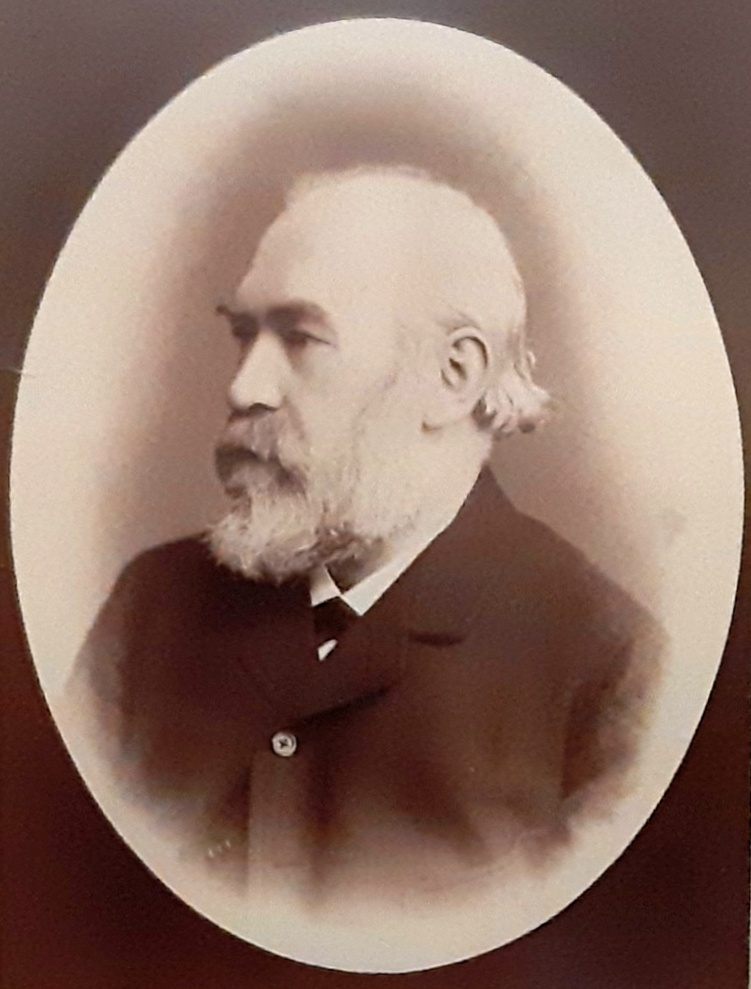
Foto auf Auskopierpapier, um 1880

Auskopierpapier wurde in der historischen Fotografie vor allem von 1848 bis 1907 verwendet. 
Das Papier wird während der Belichtung im Kopierrahmen geschwärzt und bedarf anschließend keiner Entwicklung mehr; es handelt sich jedoch um keinen ausschließlichen Trockenprozess, denn wie bei jedem anderen Fotopapier muss die Emulsionsschicht fixiert und gewässert werden.
Man unterscheidet nach der Emulsionsschicht zwischen verschiedenen Papierarten:
Beim Albuminpapier besteht die Emulsionschicht aus Eiweiß.

Beim Aristopapier besteht die Emulsionschicht aus Gelatine.

Das Celloidinpapier ist ein Auskopierpapier mit einer silberchloridhaltigen Kollodiumschicht auf barytiertem Papier.
Aristopapier wurde noch bis 2007 von der Firma Kentmere hergestellt (Centennial Printing-Out Paper), nach deren Übernahme durch Ilford wird die Produktion nicht fortgeführt.